# Roberto Canella
Roberto Canella Suárez (Pola de Laviana, Asturias, España, 7 de febrero de 1988) es un exfutbolista español que jugaba como defensa.

## Trayectoria
Comenzó jugando en los equipos de fútbol base de la Asociación Cultural y Deportiva Alcava hasta su etapa en la categoría alevín, momento en que se incorporó a las categorías inferiores del Real Sporting de Gijón. En la temporada 2005-06 debutó con el Real Sporting de Gijón "B" en la Tercera División y en la siguiente campaña firmó un contrato profesional con el primer equipo del Sporting. Jugó su primer encuentro en la Segunda División el 15 de octubre de 2006 frente al C. D. Tenerife en el estadio Heliodoro Rodríguez López.
En la temporada 2007-08 consiguió el ascenso a Primera División tras disputar treinta y seis encuentros en los que logró anotar un gol. El 5 de octubre de 2008, anotó su primer gol en la máxima categoría durante un partido contra el R. C. D. Mallorca, disputado en el Ono Estadi, que ayudó a su equipo a lograr la primera victoria de la temporada 2008-09.
En 2009, logró el primer puesto en la posición de lateral izquierdo en los premios Fútbol Draft, tras haber quedado segundo, en el año 2008, y tercero, en 2007.
El 26 de junio de 2014 se hizo oficial su cesión al R. C. Deportivo de La Coruña para la temporada 2014-15. La siguiente volvió a Gijón, donde estuvo hasta 2019 para marcharse al C. D. Lugo después de no aceptar una oferta de renovación.
El 1 de septiembre de 2022, tras llevar varias semanas entrenando en solitario después de haber finalizado su etapa en Lugo, firmó por una temporada con el C. D. Calahorra para competir en Primera Federación. Dejó el club en el mes de enero tras jugar doce partidos y no haber sido convocado desde que hubo un cambió de entrenador. Entonces estuvo sin equipo hasta junio, cuando fichó por el Club Marino de Luanco. Allí pasó los últimos meses de su carrera que finalizó en octubre debido a las lesiones.

## Selección nacional
Fue internacional con España en las categorías sub-19, con la que se proclamó campeón de la Eurocopa 2006 celebrada en Polonia; y sub-20, con la que disputó el Mundial de 2007. Posteriormente, también fue un habitual de las convocatorias de la selección sub-21.

## Clubes
| Club                         | País   | Año       |
| ---------------------------- | ------ | --------- |
| Real Sporting de Gijón "B"   | España | 2005-2006 |
| Real Sporting de Gijón       | España | 2006-2014 |
| R. C. Deportivo de La Coruña | España | 2014-2015 |
| Real Sporting de Gijón       | España | 2015-2019 |
| C. D. Lugo                   | España | 2019-2022 |
| C. D. Calahorra              | España | 2022-2023 |
| Club Marino de Luanco        | España | 2023      |

Leyenda Sportinguista 

## Palmarés

### Copas internacionales
| Título          | Club                      | País    | Año  |
| --------------- | ------------------------- | ------- | ---- |
| Eurocopa sub-19 | Selección española sub-19 | Polonia | 2006 |

### Distinciones individuales
| Distinción                     | Año  |
| ------------------------------ | ---- |
| Once de bronce de Fútbol Draft | 2007 |
| Once de plata de Fútbol Draft  | 2008 |
| Once de oro de Fútbol Draft    | 2009 |